# 12161 Авієніус
12161 Авієніус (12161 Avienius) — астероїд головного поясу.
Тіссеранів параметр щодо Юпітера — 3,498.